# ۳-هیدروکسی‌ایزوبوتیریل-کوآ
۳-هیدروکسی‌ایزوبوتیریل-کوآ (به انگلیسی: 3-Hydroxyisobutyryl-CoA) با فرمول شیمیایی C۲۵H۴۲N۷O۱۸P۳S یک ترکیب شیمیایی با شناسه پاب‌کم ۴۴۰۲۰۵ است. که جرم مولی آن ۸۵۳٫۶۲ g/mol می‌باشد. 